# Orectanthe sceptrum
Orectanthe sceptrum é uma espécie vegetal pertencente à família Xyridaceae, endêmica da região do Monte Roraima.